# Galerie Michel Rein
La galerie Michel Rein est une galerie d'art contemporain. 
Fondée en 1992 à Tours, elle est depuis située à Paris et à Bruxelles. 

## Historique
En 2000, la galerie s'installe au 42 rue de Turenne, dans un immeuble du XVIIe siècle au centre du quartier historique du Marais à Paris. Puis en 2013 Michel Rein ouvre un nouvel espace au 51 rue de Washington, en plein cœur de Bruxelles.
La galerie accompagne des artistes français et internationaux, établis et émergents, assure leur reconnaissance auprès des collections privées et institutionnelles et leur participation aux grandes manifestations internationales telles que la Biennale de Venise 

## Participation aux foires
La Galerie Michel Rein participe régulièrement à des foires internationales, à la FIAC sans interruption depuis 1993, à Arco (Madrid), Art Chicago, Armory Show(New York), Art Basel (Basel, Miami), Art Brussels, Art Cologne, Artissima (Turin), Loop (Barcelone), ABC (Berlin). 

## Prix et distinctions
Certains artistes de la galerie Michel Rein ont été récompensés ou nommés à l’occasion de prix ou distinctions prestigieuses : 
- Didier Marcel : prix Paul-Ricard, 1999, lauréat.
- Sâadane Afif : prix de la Fondation Prince-Pierre, Monaco, 2006, lauréat[6].
- Didier Marcel : prix Marcel-Duchamp, 2008, nommé[7].
- Didier Marcel : prix de la Fondation Prince-Pierre, Monaco, 2008, lauréat.
- Raphaël Zarka : prix Paul-Ricard, 2008, lauréat.
- Mark Raidpere : prix Giles-Dusein/Neuflize, 2008, lauréat[8].
- Saâdane Afif : prix Marcel-Duchamp, 2009, lauréat.
- Raphaël Zarka : villa Médicis, Académie de France à Rome, 2010, lauréat.
- Franck Scurti : prix Marcel-Duchamp, 2012, nommé[9].
- Saâdane Afif : prix de la Fondation Günther-Peill, 2012, lauréat.
- Raphaël Zarka : prix Marcel-Duchamp, 2013, nommé[10].
- Enrique Ramírez : prix des amis du Palais de Tokyo, 2013[11].
- Dora Garcia : prix international d'art contemporain de la Fondation Prince-Pierre, 2013, lauréate [12].
- LaToya Ruby Frazier : MacArthur fellowship, 2015, lauréate[13].
- Jimmie Durham : Lion d'or de la Biennale de Venise pour l'ensemble de son œuvre[14], 2019, 58e Biennale de Venise.
- Enrique Ramírez : prix Marcel-Duchamp, 2020, finaliste[15].